# 하야미촌
하야미촌(速水村)은 일본 시가현 히가시아자이군에 설치되었던 촌이다. 현재의 나가하마시의 일부에 해당한다.